# Heilig Hartbeeld (Venhorst)
Het Heilig Hartbeeld is een standbeeld in de Nederlandse plaats Venhorst, in de provincie Noord-Brabant. Het beeld staat voor de Sint-Jozefkerk.

## Achtergrond
In 1934-1935 bouwde architect J. Elmers de St. Josephkerk in Venhorst. Het Heilig Hartbeeld werd gemaakt door de Bossche beeldhouwer Piet Verdonk ter gelegenheid van het 12½-jarig bestaan van de parochie in 1947. Na een restauratie werd het beeld op 1 oktober 1989 opnieuw ingezegend.

## Beschrijving
Het natuurstenen beeld toont uit een staande Christusfiguur, gekleed in gedrapeerd gewaad. Hij houdt zijn beide handen, met daarin de stigmata, uitnodigend gestrekt. Op zijn borst is het Heilig Hart zichtbaar. Het beeld staat op een gemetselde sokkel, met aan de voorzijde een kruis.

## Monumentenstatus
Het beeldhouwwerk werd in 2009 erkend als gemeentelijk monument, vanwege de "cultuurhistorische waarde als tastbaar overblijfsel van het Rijke Roomse Leven en uit het oogpunt van de religieuze geschiedenis van Venhorst."